# 维拉里什-迪维拉里萨
维拉里什-迪维拉里萨是葡萄牙布拉干萨区的一个堂区。总面积14.49平方公里，总人口314人，人口密度21.7人/平方公里。